# OpenJUMP
OpenJUMP es una aplicación SIG modular de código libre que permite la consulta y la creación/modificación de datos geográficos vectoriales almacenados bajo distintos formatos incluidos como GML, DXF o ESRI shapefile. El programa permite también la explotación de servicios WMS. Inicialmente su nombre era JUMP. Este programa salió al público en junio del 2003.[cita requerida]
Este Sistema de Información Geográfica está programado en Java y es multiplataforma. Su arquitectura modular facilita la creación de numeroso plugins que añaden funcionalidades específicas tales como: comprobación de topología; generación de Modelos Digitales del Terreno; lectura de formatos raster, métodos de interpolación (kriging, triangulación de Delaunay, polígonos de Voronoi); tracing; creación de metadatos; etc.

## Características
- Independiente de plataforma (compatible con Windows, Linux, Unix, Macintosh).
- Lee y escribe ESRI Shapefile, y archivos GML, DXF y PostGIS.
- Lee tanto archivos de mapa de bits (BMP), como TIFF, JPEG, PNG y ECW.
- Guarda vista georreferenciada rasterizada en formatos JPEG y PNG
- Edición completa de la geometría y atributos.
- Compatible con OpenGIS SFS.
- Algoritmos de geometría basados en Java Topology Suite (JTS).
- Existe numerosos plugins de terceros (por ejemplo, para conexión a PostGIS, base de datos Oracle o ArcSDE, impresión, reproject vectos, etc.)
- Compatible con estándares como WMS, WFS y SLD.
- Entorno de programación GIS extensible para aplicaciones propias de los SIG.
- Compatible con múltiples idiomas (EN, FR, DE, ES, FI, JP, PT, CZ).
- Sin cargo para descarga o uso (gratuito).
- Licencia de código abierto (open source): GPL

## Historia y desarrollo
JUMP fue desarrollada inicialmente en 2002 por la empresa Vivid Solutions a raíz de un concurso público convocado por Ministerio de Recursos Naturales de la Columbia Británica (Canadá). Actualmente el desarrollo regular de este GIS por parte de la empresa que lo creó es discontinuo. Debido a ello y al constante crecimiento de la comunidad de usuarios en torno a JUMP surgieron diferentes grupos independientes de desarrolladores que han ido ampliando las capacidades de este Sistema de Información Geográfica lo que hizo aparecer diferentes forks de la aplicación original.
En esta situación comenzaron a presentarse problemas de compatibilidad para la comunidad de usuarios entre los diferentes proyectos que se estaban desarrollando. Aunque la ayuda técnica todavía era facilitada por Vivid Solutions, no había un grupo unificado para coordinar el desarrollo y esfuerzos que aseguraran una continuidad de futuro de JUMP. Llegados a este punto diferentes usuarios y programadores, incluyendo a antiguos empleados de Vivid Solutions que desarrollaron la aplicación inicial, decidieron fundar JUMP Pilot Project (o JPP) con el objetivo de mejorar y coordinar los esfuerzos llevados a cabo en todo el mundo en torno a JUMP. Esta plataforma unificada, mantenida por un núcleo duro de administradores y supervisores, permitió eliminar incompatibilidades entre las diferentes bifurcaciones existentes. El nombre elegido para este nuevo SIG de código abierto fue OpenJUMP.
En la actualidad OpenJUMP está apostando por la interoperatibilidad con otros Sistemas de Información Geográfica a través de uno de sus principales esfuerzos; impulsar el estándar de datos GIS GML. Una de las metas que se ha marcado el proyecto es hacer de OpenJUMP el primer programa capaz de trabajar con GML.